# Kanonloppet
Kanonloppet är ett årligt återkommande motorevenemang på Karlskoga Motorstadion. 

## Historik
Kanonloppet arrangerades för första gången den 4 juni 1950, på en bana som mätte 1.550 meter. Loppet blev en publiksuccé redan första året, då 15.000 personer kom och såg loppet. 
1996 återupptogs Kanonloppet, och blev en del av Swedish Touring Car Championship mer känt som STCC. Från 2014 är Kanonloppet en del av TTA. 

## Olycka 1970
Under 1970 års lopp inträffade en svår olycka, då två bilar fastnade i varandra och slungades ut bland publiken. Sex personer omkom och 30 skadades. På plats fanns 30.000 åskådare. Huvudklassen i 1970 års lopp var sportvagnsprototyper, Chris Craft segrade med en McLaren MBC. Craft är den som fortfarande innehar banrekordet på Karlskoga Motorstadion. Efter olyckan byggdes banan om, och startades igen 1973. Även om sponsorer och investerare drog sig ut arrangemanget, så fortlevde loppet fram till 1984, då Karlskoga Motorklubb som arrangerade loppet gick i konkurs.